# Стансбері-Парк (Юта)
Стансбері-Парк (англ. Stansbury Park) — переписна місцевість (CDP) в США, в окрузі Туела штату Юта. Населення — 9851 особа (2020).

## Географія
Стансбері-Парк розташоване за координатами 40°38′18″ пн. ш. 112°18′14″ зх. д. / 40.63833° пн. ш. 112.30389° зх. д. (40.638197, -112.303974).  За даними Бюро перепису населення США в 2010 році переписна місцевість мала площу 3,74 км², з яких 3,24 км² — суходіл та 0,50 км² — водойми. В 2017 році площа становила 6,51 км², з яких 6,02 км² — суходіл та 0,49 км² — водойми.

## Демографія
Згідно з переписом 2010 року, у переписній місцевості мешкало 5145 осіб у 1457 домогосподарствах у складі 1278 родин. Густота населення становила 1376 осіб/км².  Було 1505 помешкань (402/км²).
Расовий склад населення:
| - 93,3 % — білих - 1,0 % — азіатів - 0,8 % — чорних або афроамериканців - 0,3 % — корінних американців - 0,2 % — вихідців з тихоокеанських островів - 1,7 % — осіб інших рас |

До двох чи більше рас належало 2,7 %. Частка іспаномовних становила 6,5 % від усіх жителів.
За віковим діапазоном населення розподілялося таким чином: 37,2 % — особи молодші 18 років, 56,7 % — особи у віці 18—64 років, 6,1 % — особи у віці 65 років та старші. Медіана віку мешканця становила 29,9 року. На 100 осіб жіночої статі у переписній місцевості припадало 103,0 чоловіків;  на 100 жінок у віці від 18 років та старших — 97,6 чоловіків також старших 18 років.
Середній дохід на одне домашнє господарство  становив 98 281 долар США (медіана — 82 097), а середній дохід на одну сім'ю — 100 378 доларів (медіана — 81 935). Медіана доходів становила 61 056 доларів для чоловіків та 41 071 долар для жінок. За межею бідності перебувало 3,5 % осіб, у тому числі 4,6 % дітей у віці до 18 років та 0,0 % осіб у віці 65 років та старших.
Цивільне працевлаштоване населення становило 3767 осіб. Основні галузі зайнятості: освіта, охорона здоров'я та соціальна допомога — 17,0 %, науковці, спеціалісти, менеджери — 14,4 %, роздрібна торгівля — 12,6 %, виробництво — 11,9 %.